# Setanta Sports Cup 2005
Le tournoi du Setanta Cup 2005 est un tournoi qui comprend des équipes de la république d'Irlande et d'Irlande du Nord. Il a été remporté par le Linfield FC.

## Phase de groupes

### Groupe 1
| Rang | Équipe        | Pts | J | G | N | P | Bp | Bc | Diff |  | Résultats (▼ dom., ► ext.) | Drapeau de l'Irlande du Nord (drapeau du Royaume-Uni) |     | Drapeau de l'Irlande du Nord (drapeau du Royaume-Uni) |
| ---- | ------------- | --- | - | - | - | - | -- | -- | ---- |  | -------------------------- | ----------------------------------------------------- | --- | ----------------------------------------------------- |
| 1    | Linfield FC   | 9   | 4 | 3 | 0 | 1 | 9  | 6  | +3   |  | Linfield FC                |                                                       | 1-0 | 3-2                                                   |
| 2    | Longford Town | 6   | 4 | 2 | 0 | 2 | 4  | 4  | 0    |  | Longford Town              | 2-1                                                   |     | 1-0                                                   |
| 3    | Glentoran FC  | 4   | 4 | 1 | 0 | 3 | 6  | 9  | -3   |  | Glentoran FC               | 2-4                                                   | 2-1 |                                                       |

### Groupe 2
| Rang | Équipe        | Pts | J | G | N | P | Bp | Bc | Diff |  | Résultats (▼ dom., ► ext.) |     | Drapeau de l'Irlande du Nord (drapeau du Royaume-Uni) |     |
| ---- | ------------- | --- | - | - | - | - | -- | -- | ---- |  | -------------------------- | --- | ----------------------------------------------------- | --- |
| 1    | Shelbourne FC | 7   | 4 | 2 | 1 | 1 | 5  | 4  | +1   |  | Shelbourne FC              |     | 3-3                                                   | 1-0 |
| 2    | Portadown FC  | 5   | 4 | 1 | 2 | 1 | 7  | 3  | +4   |  | Portadown FC               | 0-1 |                                                       | 1-1 |
| 3    | Cork City FC  | 4   | 4 | 1 | 1 | 2 | 3  | 4  | -1   |  | Cork City FC               | 1-0 | 0-1                                                   |     |

## Finale
Shelbourne FC 0-2 Linfield FC

(Tolka Park, Dublin)